# Upplands ryttare
Upplands ryttare var en benämning på ett svenskt kavalleriregemente förlagt i Uppland, verksamt cirka 1621/1636-1667.
Upplands ryttare ledde sitt ursprung till de ryttarfanor som på 1500-talet sattes upp i Uppland, Södermanland, Västmanland, Närke och Värmland, varav Upplandsfanan bildades efter Arboga möte (1536). Dessa sammanfördes till två regementen, vilka i sin tur enligt 1634 års regeringsform sammanfördes till ett, vars enade regemente från 1634 eller 1636 vanligtvis kallades Upplands ryttare. Dess förste chef var Isak Axelsson Silversparre. Redan regementets föregångare hänvisas dock ibland till som Upplands ryttare:
26 november 1667 upphöjdes regementet till kunglig livtrupp som tack för sina insatser under Karl X Gustavs fälttåg och fick namnet Livregementet till häst.

## Namn och bakgrund
Att Upplandsfanans, eller även de Upplands ryttare kallade, redan tidiga kungatrognad resulterade i ett komplicerat förhållande till statsmakten under hertig Karl efter avsättningskriget mot Sigismund (1598-1600), framkommer av historieskrivningen:
| ”                                           | Ofwannämnde sinnestämning gaf anledning till många oroliga uppträden. Under kriget i Liffland 1600 och de följande åren wisade sig soldaternas trohet wadlande. Serdeles bibehöllo Upplands ryttare deras gamla tillgifvenhet för Sigismund. De bruko hans stål under de diftade namnet fröken Sigrid, och det berättas, att en bland dem, vid namn Peder, lurat efter hertigens lif. Allt blef dok i tid uppbådt och förekommet. | „ |
| – Berättelser ur swenska historien, s. 368. | |   |

Något som dock inte med tiden omöjliggjorde fördragsamhet med sakernas tillstånd efter tronskifte:

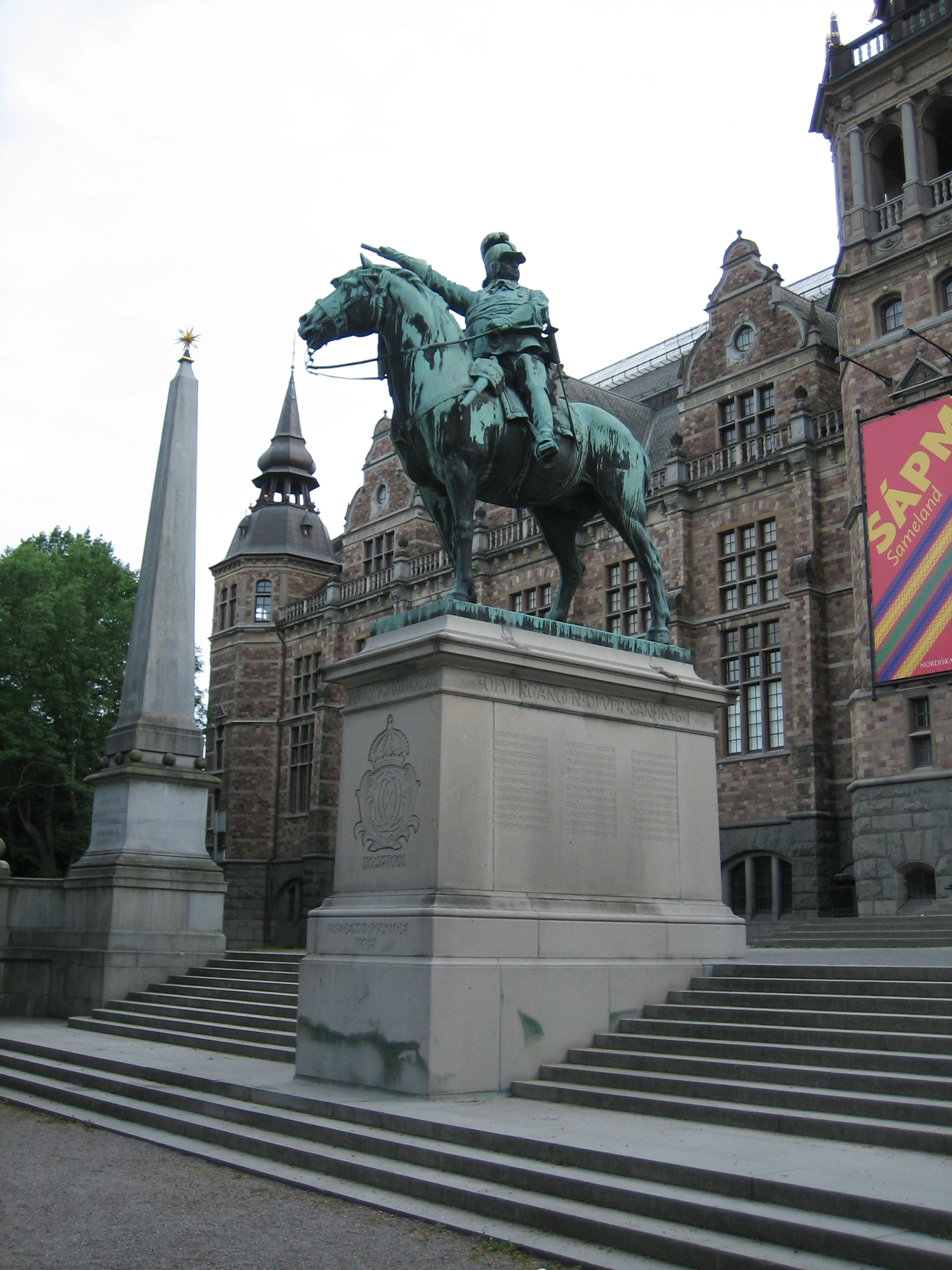
Staty över kung Karl X Gustav (1622-1660) till häst framför Nordiska museet i Stockholm. Kungen upphöjde Upplands ryttare till kunglig livtrupp under namnet Livregementet till häst (1936) efter förtjänstfulla insatser under kungens fälttåg.

| ”                                                                | Regementets föregångare voro Upplandsfanan 1561-1620, Upplands ryttare 1621-1666, Konungens Lifregemente till häst 1667-1791, Lifregementsbrigaden kyrassierkår 19-1815, Lifregementets dragonkår 1815-1891. Segernamnen tälja att de väl tjänat Konung och Fädernesland. | „ |
| – Kungl. Livregementets dragoners minnessten vid Tekniska museet | |   |

## Historik
År 1658 bildades Trondhiems kavalleriregemente av ett kompani Upplands ryttare, General Carl Larsson Sparres Kavallerikompani och delar av det norska Livkompaniet (Standarnes Rostjeneste). Det var meningen att regementet skulle bli 8 kompanier starkt, men på grund av rekryteringsproblem och svag numerär blev det aldrig mer än Ryttmästare Hanemans kompani (bestående av norrmän och tyskar), kaptenlöjtnant Erik Nilsson Askmans kompani (bestående av svenska ryttare) och ett tredje kompani Upplandsryttare. År 1659 hemförlovades Trondhiems kavalleriregemente på Frösön och uppgick i Norska regementet till häst om sex kompanier och som utrustades i Uppland.

## Regementeschefer
Regementeschefer 1628–1667:
- Claes Christerson Horn (1628–1634)
- Isac Axelsson (Silfversparre) (1634–1638)
- Johan Mauritz Wrangel (1639–1657)
- Pontus Fredrik De la Gardie (1658–1664)
- Eric Planting (-Gyllenbåga) (1664–1667)